# شهداء 17 فبراير (ميليشيا)
شهداء 17 فبراير أو كتيبة 17 فبراير هي ميليشيا موجودة في مدينة بنغازي، ليبيا. تتخذ من أحد معسكرات الجيش الليبي مقراً لها في منطقة قاريونس في المدينة.
تأسست بعد ثورة 17 فبراير 2011. تعد أكبر الميليشيات الإسلامية العسكرية تجهيزاً في شرق ليبيا. تتألف من 12 سرية على الأقل، وتضم مجموعة من الأسلحة الخفيفة والثقيلة، بالإضافة إلى مرافق التدريب. ويُقدَّر عدد أفراده بنحو 1500 إلى 3500. نفذت العديد من (المهام الأمنية) في شرق ليبيا ومنطقة الكفرة في الجنوب.
بسبب تواجدها في بنغازي لاقت رفضاً من المواطنين معتبرين اياها قوة عسكرية خارج اطار الجيش والشرطة كما أنها تشغل معسكراً تابعاً للجيش ولا تأتمر بقيادته رغم تبعيتها الاسمية لوزارة الدفاع. 
تسببت عدة حوادث واشتباكات وقعت أمام مقرها أسفرت في عدة مناسبات عن وقوع قتلى وجرحى كما تم إخراج مواطنين تم اعتقالهم داخل معسكرها في مرات عديدة في رفض العديد من المواطنين لها، ما أدى بالحكومة الليبية المؤقتة في 10 مايو 2014 لاعلان اخلاء مقرها في بنغازي في فترة أقصاها 3 أيام وهو مارفضته الميليشيا ولم تلتزم به.